# Hassel (Saxônia-Anhalt)
Hassel é um município da Alemanha, situado no distrito de Stendal, no estado de Saxônia-Anhalt. Tem 20,56 km² de área, e sua população em 2019 foi estimada em 905 habitantes.